# Aéroport de Limón
L'aéroport international de Limón (espagnol : Aeropuerto Internacional de Limón) (code IATA : LIO • code OACI : MRLM) dans Limón, Costa Rica, est l'un des quatre aéroports internationaux du pays. Il a rouvert le 1er juillet 2006, après avoir été fermé près de 20 ans pour les vols intérieurs.
En juin 2011, il a été annoncé que Sansa Airlines commencera des vols intérieurs réguliers quatre fois par semaine à Limón, à partir de juillet 2011 avec un tarif annoncé à ₡30,000–₡75,000 ($60–$150), afin de développer le tourisme dans la province de Limón,.
Puerto Limón et le sud de la région des Caraïbes avec les villes de Cahuita, Puerto Viejo et Manzanillo et Gandoca, ainsi que les communautés autochtones de la Bri Bri, Hone Creek, le Carbone 1 et 2, Shiroles et Suretka sont tous à moins de deux heures de l'aéroport par les transports en commun.

## Situation
| \| 50 km1:1 721 000 \| Bahia Drake Barra del Colorado Coto 47 Golfito Nosara Palmar Sur Puerto Jiménez Punta Islita Quépos San Isidro de El General Tamarindo Tambor Tortuguero Libéria San José T. Bolaños Limón San José-J.-Santamaría |
| 50 km1:1 721 000 |

## Compagnies aériennes et destinations
| Compagnies | Destinations                       |
| ---------- | ---------------------------------- |
| Nature Air | San José-J. Santamaría, Tortuguero |